# Juan Pablo Cestaro
Juan Pablo Cestaro (La Plata; 1997) est un acteur argentin. Il est connu pour ses rôles dans la série El Marginal et le long-métrage Le Prédateur.

## Biographie
Cestaro a étudié l'art dramatique dans des ateliers à La Plata avant de s'installer à Buenos Aires, où il a poursuivi sa formation d'acteur.
En 2020, il a joué dans le film Le Prédateur, réalisé par Marco Berger, un film sur la thématique LGBT présenté au Festival international du film de Rotterdam, et a tenu un rôle secondaire dans El cadáver insepulto. Il a été nommé aux Prix Cóndor de Plata, qu'il a remportés en 2021.
En 2021, il a créé la série web Cachi Cachi, qu'il a réalisée et dans laquelle il a joué. Pendant cette année et jusqu'en 2022, il a partagé l'affiche avec Juan Minujín dans les quatrième et cinquième saisons d' El Marginal dans le rôle de «El Bromas». En 2024, il a tourné le long-métrage Llajua en Bolivie.